# Heinrich Karl Erben
Heinrich Karl Erben (* 19. Mai 1921 in Prag; † 15. Juli 1997 in Bonn) war ein deutscher Paläontologe. Durch seine Sachbücher zur Evolution und seine Erkenntnisse über das Aussterben der Dinosaurier wurde er einem breiteren Publikum bekannt.

## Leben
Erben stammte aus einer deutschböhmischen Familie und hatte sich schon als Schüler für die Versteinerungen seiner Heimat begeistert. Seit 1945 studierte er in Berlin und Tübingen Geowissenschaften, Biologie und Chemie. 1949 promovierte er in Tübingen bei Otto Heinrich Schindewolf, dem Altmeister der Paläontologie, über „neue Faunen von herzynischem und thüringischem Typus im Unterharz“. Nach seiner Habilitation 1951 nahm er Lehraufträge in Tübingen und Würzburg wahr und war von 1953 bis 1956 Professor für Stratigraphie in Mexiko-Stadt, wo er den XX. Internationalen Geologen-Kongress vorbereitete. Von 1956 bis zu seiner Emeritierung 1986 war Erben Professor in Bonn. Seit 1963 bekleidete er in Bonn den ersten nach dem Krieg in Deutschland neu eingerichteten Lehrstuhl für Paläontologie und war dort zugleich Gründer und Direktor des neuerbauten Institutes für Paläontologie. 1973/74 war Erben Dekan der Mathematisch-Naturwissenschaftlichen Fakultät der Universität Bonn. Außerdem übernahm er Funktionen in zahlreichen nationalen und internationalen Wissenschaftsgremien. Der Deutschen UNESCO-Kommission gehörte er als Mitglied und später sogar als deren Präsident (Juni 1986 bis Mai 1988) an. Forschungs- und Vortragsreisen führten Erben nach Nord- und Südamerika, den vorderen Orient, Russland, Afghanistan, Südostasien und Japan. Erben rief die Kooperation der Universität Bonn mit der Universität in Kabul ins Leben und gründete dort das Geologisch-Paläontologische Institut, das allerdings während der Herrschaft der Taliban geschlossen wurde.

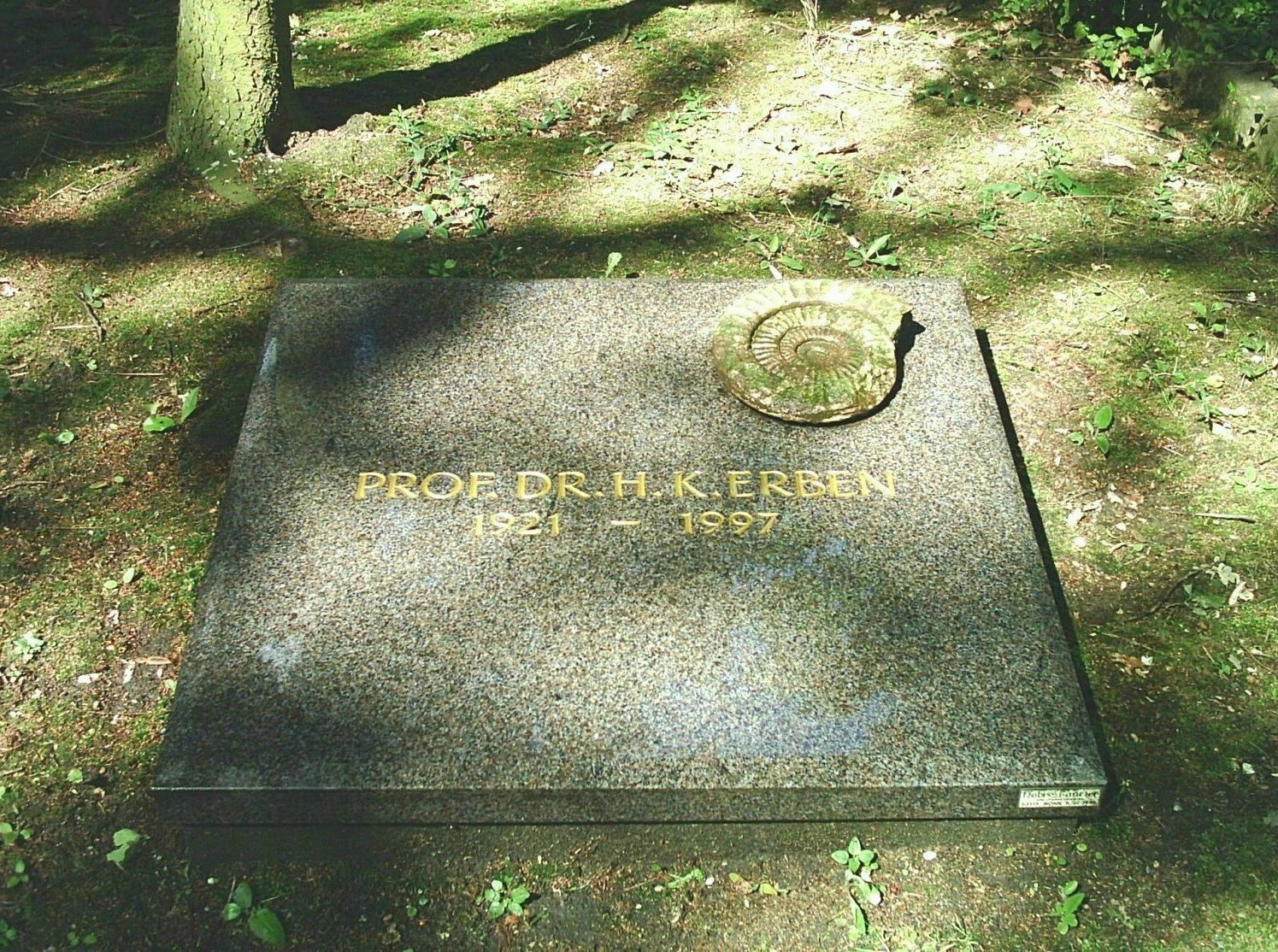
Das mit einem Ammoniten verzierte Grab von Heinrich Karl Erben auf dem Poppelsdorfer Friedhof in Bonn

Erbens Lebensabend in Wachtberg-Adendorf bei Bonn wurde durch eine schwere Augenkrankheit überschattet, die er sich im Ausland zugezogen hatte und die rasch zu seiner fast völligen Erblindung führte. Er konnte aber dank der Betreuung durch seine Ehefrau Dr. Ursula Erben bis zuletzt am wissenschaftlichen Leben teilnehmen und noch wichtige Ergebnisse veröffentlichen. Erben, der ein begeisternder akademischer Lehrer war, wurde unter anderem mit dem Bundesverdienstkreuz erster Klasse und 1973 mit der Aufnahme in die Deutsche Akademie der Naturforscher Leopoldina geehrt. 1990 wurde er Ehrenmitglied der Paläontologischen Gesellschaft.

## Werk
Erbens Weg als Forscher verlief vom Besonderen zum Allgemeinen, von der Analyse zur Synthese. Anfangs befasste er sich mit den Trilobiten, Ammoniten und Cephalopoden des Silurs und Devons. So richtete er z. B. 1961 in Bonn die zweite internationale Arbeitstagung über die Silur-Devon-Grenze aus. Erben war es auch, der in den 1960er-Jahren als erster das Rasterelektronenmikroskop zur Klärung fossiler Ultrastrukturen verwendete.
Später wandte er sich allgemeineren Themen wie der Paläobiologie und Evolutionsforschung zu. Dabei verfasste er wichtige Darstellungen über den Ablauf der Evolution. Auch bemühte er sich durch allgemeinverständliche Darstellungen, wie in seinem Buch „Intelligenzen im Kosmos“ (siehe Schriften) die Erkenntnisse der Evolutionsbiologie einem breiten Publikum nahe zu bringen. Außerdem interessierte sich der belesene Erben, der sich selbst als „bescheidenen religiösen Agnostiker“ bezeichnete, auch für philosophische Fragen wie Schicksal und Tod des Individuums. Insgesamt hat Erben über 100 wissenschaftliche Arbeiten publiziert (siehe unten: Schriften (Auswahl)).
Weltweites Aufsehen erregte Erben durch seine Untersuchungen über das Aussterben der Dinosaurier. Erben konnte feststellen, dass die Eierschalen in Dinosaurier-Gelegen an der Grenze von der Kreide zum Tertiär oft degeneriert waren, d. h. entweder sehr dick (so dass die Dinosaurier in den Eiern womöglich erstickten oder nicht schlüpfen konnten) oder sehr dünn (so dass die Eier möglicherweise zerbrachen oder die Dinosaurier darin vertrockneten). Diesen Befund führte Erben auf erhöhten Stress zurück, der durch die Klima-Abkühlung vor 65 Millionen Jahren verursacht worden sein könnte und den Hormonhaushalt der Dinosaurier durcheinandergebracht haben könnte. Mit seiner Eierschalen-Theorie hatte Erben einen der wenigen Erklärungsansätze zu den zahlreichen Hypothesen zum Dinosaurier-Aussterben vorgelegt, der sich auf nachprüfbare Fakten stützte. Nachfolgende Wissenschaftler haben allerdings den pathologischen Charakter solcher Eierschalen z. T. bestritten und zudem die Seltenheit extrem verdickter Eier (ovum in ovo) gerade nahe der Kreide-Tertiär-Grenze hervorgehoben.

## Schriften (Auswahl)
- Die Entwicklung der Lebewesen – Spielregeln der Evolution. 3. überarb. Auflage. Piper, München, 1988, ISBN 3-492-10860-1.
- Evolution – eine Übersicht sieben Jahrzehnte nach E. Haeckel. Enke, Stuttgart 1990, ISBN 3-432-98331-X.
- Intelligenzen im Kosmos? Die Antwort der Evolutionsbiologie. Piper, München 1984. ISBN 3-548-34331-7.[3]
- Leben heißt Sterben – der Tod des einzelnen und das Aussterben der Arten. Hoffmann und Campe, Hamburg 1981, ISBN 3-455-08818-X.
- Ultrastrukturen und Dicke der Wand pathologischer Eischalen. In: Akademie der Wissenschaften und der Literatur Mainz. Abhandlungen der Mathematisch-Naturwissenschaftlichen Klasse, Nr. 6, 1972, S. 193–216.
- Singuläre Zäsuren der Geo-Evolution und fossile Ökokatastrophen? In: Nova Acta Leopoldina, NF 62, 270/1989, S. 115–127.
- A holo-evolutionistic conception of fossil and contemporaneous man. In: Akademie der Wissenschaften und der Literatur Mainz. Abhandlungen der Mathematisch-Naturwissenschaftlichen Klasse, 1980, 1. Steiner, Wiesbaden 1980.